# 武田信景 (若狭武田氏)
武田 信景（たけだ のぶかげ）は、戦国時代から安土桃山時代にかけての武士。足利将軍家の家臣。若狭国の守護大名・武田信豊の子。通称は右衛門佐。

## 生涯
永禄9年（1566年）に、15代将軍・足利義昭を支援するため、兄・義統の命で室町将軍家に仕えた。
天正4年（1576年）、備後国鞆（広島県福山市鞆）に下向した将軍義昭に同行したことが史料により散見される。足利義昭や六角義堯と共に信景は、鞆に移住した幕府の中心として活動していたようで、書状案を小早川家文書に残している。
その後の消息は不明だが、天正10年（1582年）3月に織田信長・徳川家康連合軍による甲州征伐によって甲斐武田氏が滅亡した際に、食客として武田勝頼養女の婿であった六角次郎と若狭武田五郎が甲斐国に居り、潜伏先の恵林寺（甲州市塩山小屋敷）で発見され、殺害されたとされる。この六角次郎が六角義定、若狭武田五郎が信景ともいわれている。
ただし、この若狭武田五郎について、木下聡は信景・信方両名に充てる説を否定して、三郎信由に比定している。